# Liste des séries télévisées de Korean Broadcasting System

Logo texte de KBS.

Cet article présente la liste des séries télévisées de Korean Broadcasting System par année de 1981 à aujourd'hui.

## Années 1980

### 1981
- Daemyeong

### 1982
- Wind and Cloud

### 1983
- Foundation of the Kingdom

### 1984
- Independence Gate

### 1985
- Dawn

### 1986
- Windfall

### 1987
- Yi-hwa
- Land

### 1989
- And So Flows History
- Ilchul Peak
- A Blooming Nest

## Années 1990

### 1990
- Dawn of the Day
- Wife's Garden
- Autumn Guest

### 1991
- The Royal Way
- Flowers That Never Wilt
- White Wind
- And a Rocky Boat

### 1992
- Chronicles of the Three Kingdoms
- A Rainy Afternoon

### 1993
- The Break of Dawn
- A Standing Woman
- A 31-year-old Rebellion
- Love and Farewell

### 1994
- Salut d'amour
- Because You're Here
- The Wind Blowing Outside the Window

### 1995
- Kim Gu
- Dazzling Dawn
- Hopefully the Sky
- Even If the Wind Blows

### 1996
- Tears of the Dragon
- First Love
- Papa
- Until We Can Love

### 1997
- Because I Really

### 1998
- As We Live Our Lives
- My Love by My Side
- The King and Queen

### 1999
- Love in 3 Colors
- Someone's House
- Rising Sun, Rising Moon
- Invitation
- Magic Castle

## Années 2000

### 2000
- More Than Words Can Say
- Taejo Wang Geon
- She's the One
- Look Back in Anger
- Foolish Love
- RNA
- Autumn in My Heart
- Snowflakes

### 2001
- Pretty Lady
- Stock Flower
- Life is Beautiful
- Cool
- Pure Heart
- Mina
- Empress Myeongseong
- Tender Hearts
- This Is Love

### 2002
- Winter Sonata
- Sunshine Hunting
- Hard Love
- Loving You
- Children of Heaven
- Solitude
- The Dawn of the Empire
- To Be with You

### 2003
- The Wife
- Summer Scent
- Sang Doo! Let's Go to School
- She is the Best
- Bodyguard
- Age of Warriors
- Yellow Handkerchief
- One Million Roses
- Sharp

### 2004
- Sweet 18
- Taste Sweet Love
- Beijing, My Love
- Forbidden Love
- Oh Feel Young
- I'm Sorry, I Love You
- More Beautiful Than a Flower
- April Kiss
- Full House
- Second Proposal
- Emperor of the Sea
- Precious Family
- Immortal Admiral Yi Sun-sin
- My Lovely Family

### 2005
- Delightful Girl Choon-Hyang
- 18 vs. 29
- Loveholic
- Ice Girl
- Wedding
- A Love to Kill
- Resurrection
- My Rosy Life
- Golden Apple
- My Sweet Heart
- Bizarre Bunch

### 2006
- Hello God
- Spring Waltz
- Mr. Goodbye
- The Vineyard Man
- Cloud Stairs
- The Snow Queen
- Goodbye Solo
- Great Inheritance
- The Invisible Man
- Special Crime Investigation: Murder in the Blue House
- Fugitive Lee Doo-yong
- Hwang Jini
- Seoul 1945
- Dae Jo-yeong
- Hearts of Nineteen
- Sunok
- Here Comes Ajumma

### 2007
- When Spring Comes
- Hello! Miss
- Flowers For My Life
- Conspiracy in the Court
- I Am Sam
- Evasive Inquiry Agency
- Bad Love
- Dal-ja's Spring
- The Devil
- Several Questions That Make Us Happy
- Capital Scandal
- Six Martyred Ministers
- In-soon is Pretty
- A Happy Woman
- The Golden Age of Daughters-in-Law
- Heaven & Earth
- Likeable or Not
- It's OK Because I Love You
- The Innocent Woman
- Landscape In My Heart
- Beautiful Days
- Unstoppable Marriage

### 2008
- Single Dad in Love
- Formidable Rivals
- Strongest Chil Woo
- Love Marriage
- Worlds Within
- Hong Gil-dong
- One Mom and Three Dads
- Women of the Sun
- Korean Ghost Stories
- The Kingdom of the Winds
- Mom's Dead Upset
- King Sejong the Great
- You Are My Destiny
- You Stole My Heart
- Wife and Woman
- Big Sister

### 2009
- Boys Over Flowers
- The Slingshot
- He Who Can't Marry
- Korean Ghost Stories
- The Queen Returns
- Invincible Lee Pyung Kang
- My Dad Loves Trouble
- Again, My Love
- The Accidental Couple
- The Partner
- Take Care of the Young Lady
- Iris
- My Too Perfect Sons
- Three Brothers
- The Road Home
- Jolly Widows
- The Tale of Janghwa and Hongryeon
- I'll Give You Everything
- Glory of Youth
- Empress Cheonchu
- Hot Blood

## Années 2010

### 2010
- Master of Study
- Becoming a Billionaire
- Secret Agent Miss Oh
- Grudge: The Revolt of Gumiho
- Sungkyunkwan Scandal
- Mary Stayed Out All Night
- The Slave Hunters
- Cinderella's Sister
- King of Baking, Kim Takgu
- The Fugitive: Plan B
- The President
- The Reputable Family
- The Great Merchant
- Legend of the Patriots
- Freedom Fighter, Lee Hoe-young
- The King of Legend
- Happiness in the Wind
- Smile, Donghae
- Mom Is Pretty Too
- I’m Glad I Loved You

### 2011
- Dream High
- Detectives in Trouble
- Baby Faced Beauty
- Spy Myung-wol
- Poseidon
- Brain
- The Thorn Birds
- Romance Town
- The Princess' Man
- Glory Jane
- Ojakgyo Family
- Gwanggaeto, The Great Conqueror
- My Bittersweet Life
- Just You
- Dear My Sister
- Pit-a-pat, My Love

### 2012
- Dream High 2
- Love Rain
- Big
- Haeundae Lovers
- Ohlala Couple
- Wild Romance
- Just an Ordinary Love Story
- Man from the Equator
- Bridal Mask
- The Innocent Man
- Jeon Woo-chi
- My Husband Got a Family
- Seoyoung, My Daughter
- The King's Dream
- The Moon and Stars for You
- Cheer Up, Mr. Kim!
- She's A Star
- Family
- Love, My Love

### 2013
- School 2013
- Ad Genius Lee Tae-baek
- Queen of the Office
- Don't Look Back: The Legend of Orpheus
- Good Doctor
- Marry Him If You Dare
- Prime Minister and I
- Iris II
- The Fugitive of Joseon
- The Blade and Petal
- Secret Love
- Pretty Man
- You Are the Best!
- Wang's Family
- A Tale of Two Sisters
- Melody of Love
- Pure Love
- Ruby Ring
- Samsaengi
- Eunhui

### 2014
- Beyond the Clouds
- Big Man
- Lovers of Music
- Discovery of Love
- Naeil's Cantabile
- Healer
- Inspiring Generation
- Golden Cross
- Gunman in Joseon
- Blade Man
- The King's Face
- Wonderful Days
- What Happens to My Family?
- Jeong Do-jeon
- My Dear Cat
- You Are the Only One
- Angel's Revenge
- Two Mothers
- Love & Secret
- Land of Gold
- Single-minded Dandelion
- Hi! School: Love On

### 2015
- Blood
- Who Are You: School 2015
- Hello Monster
- The Virtual Bride
- Cheer Up!
- Oh My Venus
- Unkind Ladies
- The Man in the Mask
- Assembly
- The Merchant: Gaekju 2015
- House of Bluebird
- All About My Mom
- The Jingbirok: A Memoir of Imjin War
- Jang Yeong-sil
- Save the Family
- Sweet Home, Sweet Honey
- Love on a Rooftop
- All Is Well
- In Still Green Days
- The Stars Are Shining
- Spy
- Orange Marmalade
- The Producers

### 2016
- Moorim School
- Baby Sitter
- My Lawyer, Mr. Jo
- Becky's Back
- Beautiful Mind
- Love in the Moonlight
- Sweet Stranger and Me
- Hwarang
- Descendants of the Sun
- The Master of Revenge
- Uncontrollably Fond
- On the Way to the Airport
- My Fair Lady
- Five Enough
- The Gentlemen of Wolgyesu Tailor Shop'
- The Unusual Family
- Still Loving You
- The Promise
- Secrets of Women
- First Love Again
- My Mind’s Flower Rain
- That Sun in the Sky

### 2017
- Ms. Perfect
- The Happy Loner
- Fight for My Way
- School 2017
- Girls' Generation 1979
- Witch at Court
- Jugglers
- Naked Fireman
- Good Manager
- Queen of Mystery
- Queen for Seven Days
- Manhole
- Mad Dogs
- Black Knight: The Man Who Guards Me
- Father is Strange
- My Golden Life
- Lovers in Bloom
- Love Returns
- Unknown Woman
- The Secret of My Love
- A Sea of Her Own
- Dal Soon's Spring
- Hit the Top
- Strongest Deliveryman
- Go Back Couple

### 2018
- Radio Romance
- The Miracle We Met
- Are You Human?
- Lovely Horribly
- Matrimonial Chaos
- Just Dance
- Queen of Mystery 2
- Suits
- Your House Helper
- The Ghost Detective
- Feel Good to Die
- Liver or Die
- Marry Me Now?
- My Only One
- Tomorrow is Sunny as Well
- It's My Life
- Mysterious Personal Shopper
- Love to the End
- Through the Waves
- Lady Cha Dal-rae's Lover

### 2019
- My Lawyer, Mr. Jo 2
- My Fellow Citizens!
- Perfume
- I Wanna Hear Your Song
- The Tale of Nokdu
- Doctor Prisoner
- Angel's Last Mission: Love
- Justice
- Birthday Letter
- When the Camellia Blooms
- Woman of 9.9 Billion
- Mother of Mine
- Beautiful Love, Wonderful Life
- Home for Summer
- Unasked Family
- Left-Handed Wife
- A Place in the Sun
- Gracious Revenge

## Années 2020

### 2020
- How to Buy a Friend
- Born Again
- Men Are Men
- Forest
- Welcome
- Soul Mechanic
- The Ballot
- Once Again
- Brilliant Heritage
- Fatal Promise
- Into the Ring
- Zombie Detective
- Royal Secret Agent
- Do Do Sol Sol La La Sol
- Cheat on Me If You Can
- No Matter What
- Man in a Veil

### 2021
- Be My Dream Family
- The All-Round Wife
- Miss Monte-Cristo
- Red Shoes
- River Where the Moon Rises
- Youth of May
- At a Distance, Spring Is Green
- Police University
- The King's Affection
- When Flowers Bloom, I Think of the Moon
- Hello, Me!
- Sell Your Haunted House
- Dali and Cocky Prince
- School 2021

### 2022
- Crazy Love